# Sida oligandra
Sida oligandra là một loài thực vật có hoa trong họ Cẩm quỳ. Loài này được K. Schum. miêu tả khoa học đầu tiên năm 1891.